# Бек, Иоганн Генрих
Иоганн Генрих Бек (нем. Johann Heinrich Beck; 12 сентября 1856, Кливленд — 26 мая 1924) — американский скрипач, композитор и дирижёр немецкого происхождения.
В 1879—1882 гг. учился в Лейпцигской консерватории, в том числе у Карла Райнеке и Саломона Ядассона. Ещё в студенческие годы струнный квартет Бека был исполнен в зале Гевандхаус.
Затем вернулся в Кливленд. На протяжении всех 1880-х гг. был первой скрипкой струнного Квартета имени Шуберта, в 1890 г. переименованного в Квартет Бека. Руководил различными оркестрами в Детройте и Кливленде, в том числе в 1895—1896 гг. тогда ещё совсем скромный Детройтский симфонический оркестр. В 1902—1912 гг. вместе с Эмилем Рингом возглавлял Кливлендский Большой оркестр. С успехом дирижировал собственными оркестровыми сочинениями.
Среди композиций Бека — увертюры «Ромео и Джульетта» и «Лара» (по одноимённой поэме Байрона), кантата «Девкалион» (на стихи Байарда Тейлора), струнные квартеты, песни. Единственная опера Бека, «Саламбо» (по роману Флобера), была начата в 1887 г., но так и осталась неоконченной.